# Руи Педро
Руи Педро е португалски футболист, роден на 2 юли 1988 г. във Вила Нова ди Гая, Франция. През
2016 г. се присъединява към тима на ЦСКА (София).